# Алексіс Мак Аллістер
Алексіс Мак Аллістер (ісп. Alexis Mac Allister, нар. 24 грудня 1998, Санта-Роса) — аргентинський футболіст, півзахисник англійського клубу «Ліверпуль».
Виступав, зокрема, за клуби «Архентінос Хуніорс», «Бока Хуніорс» та «Брайтон», а також національну збірну Аргентини.
Син футболіста Карлоса Мак Аллістер, брат футболістів Кевіна і Френсіса Мак Аллістерів.

## Клубна кар'єра
Народився 24 грудня 1998 року в місті Санта-Роса, провінція Ла-Пампа. Вихованець футбольної школи клубу «Архентінос Хуніорс». Дорослу футбольну кар'єру розпочав 2016 року в основній команді того ж клубу, в якій провів три сезони, взявши участь у 66 матчах чемпіонату. Більшість часу, проведеного у складі «Архентінос Хуніорс», був основним гравцем команди.
До складу клубу «Брайтон енд Гоув» приєднався 2019 року.
19 червня 2019 був орендований у «Боку Хуніорс».
На початку 2020 повернувся до складу «Брайтона». Станом на 10 січня 2021 року відіграв за клуб з Брайтона 14 матчів в національному чемпіонаті.
8 червня 2023 року були завершенні перемовини щодо переходу Мак Аллістера до англійського «Ліверпулю» з однойменного міста. Ціна транферу становить близько 35 мільйонів фунтів стерлінгів, хоч і може зрости до 55 мільйонів.

## Виступи за збірну
2019 року дебютував в офіційних матчах у складі національної збірної Аргентини.
| Дата       | Місто                | Господарі  | Результат               | Гості     | Турнір                  | Голи | Примітки |
| ---------- | -------------------- | ---------- | ----------------------- | --------- | ----------------------- | ---- | -------- |
| 5-9-2019   | Лос-Анджелес         | Чилі       | 0 – 0                   | Аргентина | товариський матч        | -    | 70'      |
| 10-9-2019  | Сан-Антоніо          | Аргентина  | 4 – 0                   | Мексика   | товариський матч        | -    | 65'      |
| 24-3-2022  | Буенос-Айрес         | Аргентина  | 3 – 0                   | Венесуела | Відбір до ЧС 2022       | -    | 70'      |
| 29-3-2022  | Гуаякіль             | Еквадор    | 1 – 1                   | Аргентина | Відбір до ЧС 2022       | -    | 18'      |
| 5-6-2022   | Памплона             | Аргентина  | 5 – 0                   | Естонія   | товариський матч        | -    | 62'      |
| 23-9-2022  | Маямі-Гарденс        | Аргентина  | 3 – 0                   | Гондурас  | товариський матч        | -    | 72'      |
| 28-9-2022  | Гаррісон             | Аргентина  | 3 – 0                   | Ямайка    | товариський матч        | -    | 72'      |
| 16-11-2022 | Абу-Дабі             | ОАЕ        | 0 – 5                   | Аргентина | товариський матч        | -    | 46'      |
| 26-11-2022 | Лусаїл               | Аргентина  | 2 – 0                   | Мексика   | ЧС 2022 - груповий етап | -    | 69'      |
| 30-11-2022 | Доха                 | Польща     | 0 – 2                   | Аргентина | ЧС 2022 - груповий етап | 1    | 84'      |
| 3-12-2022  | Ер-Раян              | Аргентина  | 2 – 1                   | Австралія | ЧС 2022 - 1/8 фіналу    | -    | 80'      |
| 9-12-2022  | Лусаїл               | Нідерланди | 2 – 2 д.ч. (3 – 4 п.п.) | Аргентина | ЧС 2022 - чвертьфінал   | -    |          |
| 13-12-2022 | Лусаїл               | Аргентина  | 3 – 0                   | Хорватія  | ЧС 2022 - півфінал      | -    | 86'      |
| 18-12-2022 | Лусаїл               | Аргентина  | 3 – 3 д.ч. (4 – 2 п.п.) | Франція   | ЧС 2022 - фінал         | -    | 116'     |
| 23-3-2023  | Буенос-Айрес         | Аргентина  | 2 – 0                   | Панама    | товариський матч        | -    | 46'      |
| 28-3-2023  | Сантьяго-дель-Естеро | Аргентина  | 7 – 0                   | Кюрасао   | товариський матч        | -    | 50'      |
| Усього     |                      | Матчів     | 16                      |           | Голів                   | 1    |          |

## Титули і досягнення
- Володар Кубка Футбольної ліги (1):

«Ліверпуль»: 2023-24
- Чемпіон Англії (1):

«Ліверпуль»: 2024-25
Збірні
- Чемпіон світу: 2022
- Переможець Суперкласіко де лас Амерікас: 2019